# Gyrtona demptella
Gyrtona demptella là một loài bướm đêm trong họ Noctuidae.